# Elise Herz

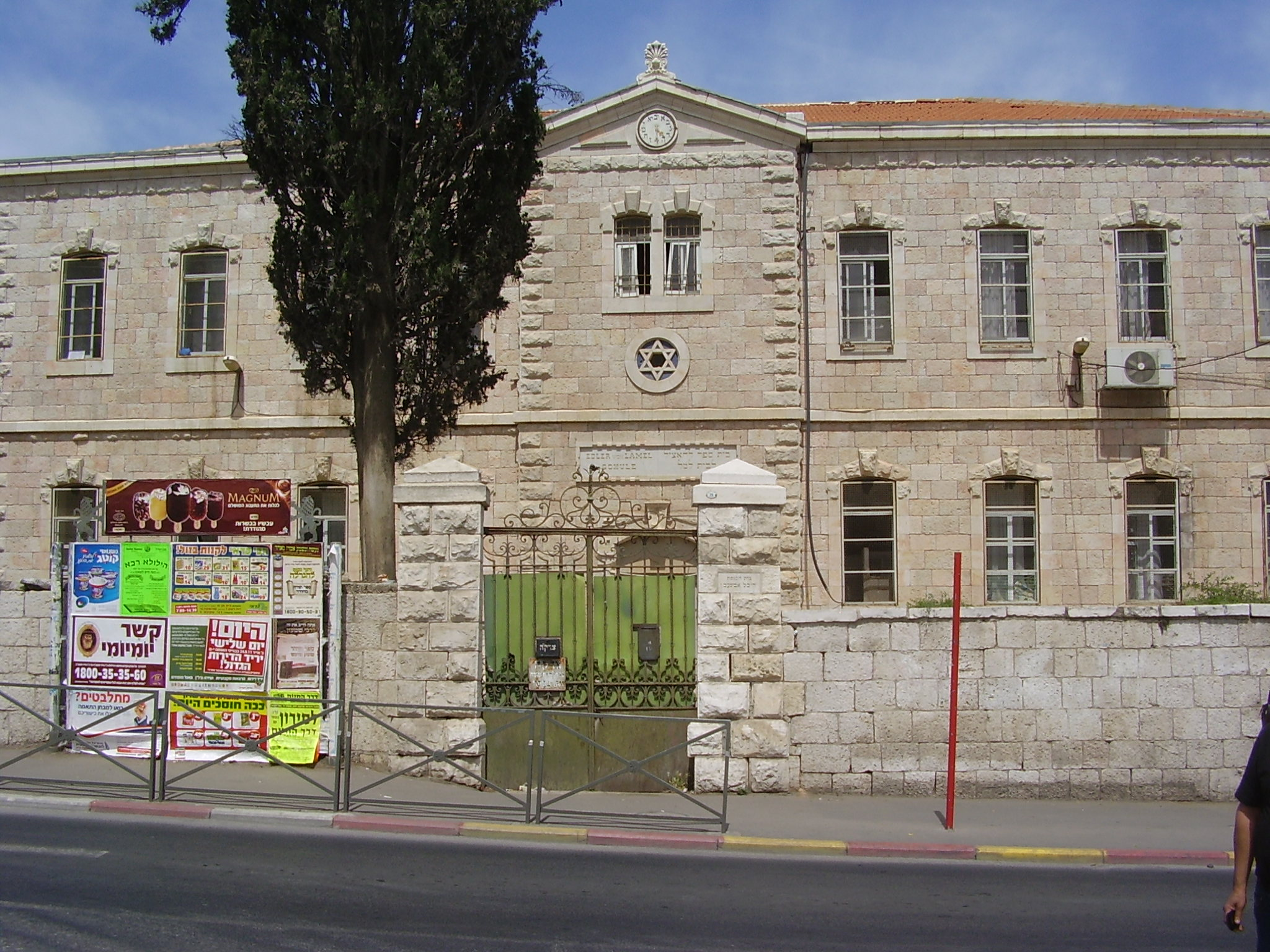
Szkoła Lämel w Jerozolimie, 2011 r.

Elise Herz, z domu Lämel (ur. 20 grudnia 1788 w Pradze zm. 25 lipca 1868 w Wiedniu) – austriacka filantropka.

## Życiorys
Elise Herz była urodzoną w Pradze austriacką filantropką. Jej ojcem był kupiec  Simon Edler von Lämel (1766-1845), a matką  Babette von Lämel z domu Duschenes. Poślubiła Heinricha Eduarda Herza z którym miała pięcioro dzieci:
- Henriette Bertha von Haber (1809-1884)
- Wilhelmine Edle von Hofmannsthal (1810-1900)
- Ludwig Herz (1811-1812)
- Karl Herz (1813-1836)
- Mathilde von Villani (1826-1885)

Jej dom w Pradze był ośrodkiem intelektualnym. Po śmierci męża w 1850 roku przeprowadziła się do Wiednia, gdzie została honorowym członkiem społeczności żydowskiej. Elise Herz założyła szkołę - Dziecięcy Azyl w Jerozolimie, głównie dla dzieci żydowskich, ale przyjęto również kilkoro dzieci chrześcijańskich i muzułmańskich. Jego organizację zleciła pisarzowi Ludwigowi Augustowi von Frankl .